# Acerenza
Acerenza é uma comuna italiana da região da Basilicata, província de Potenza, com cerca de 3.010 habitantes. Estende-se por uma área de 77 km², tendo uma densidade populacional de 39 hab/km². Faz fronteira com Cancellara, Forenza, Genzano di Lucania, Oppido Lucano, Palazzo San Gervasio, Pietragalla.
Pertence à rede das Aldeias mais bonitas de Itália.
Conhecida como Acerúncia (Acheruntia) durante o período romano.

## Demografia
| Variação demográfica do município entre 1861 e 2011                               |
|                                                                                   |
| Fonte: Istituto Nazionale di Statistica (ISTAT) - Elaboração gráfica da Wikipedia |